# Richard Danielson-Kalmari

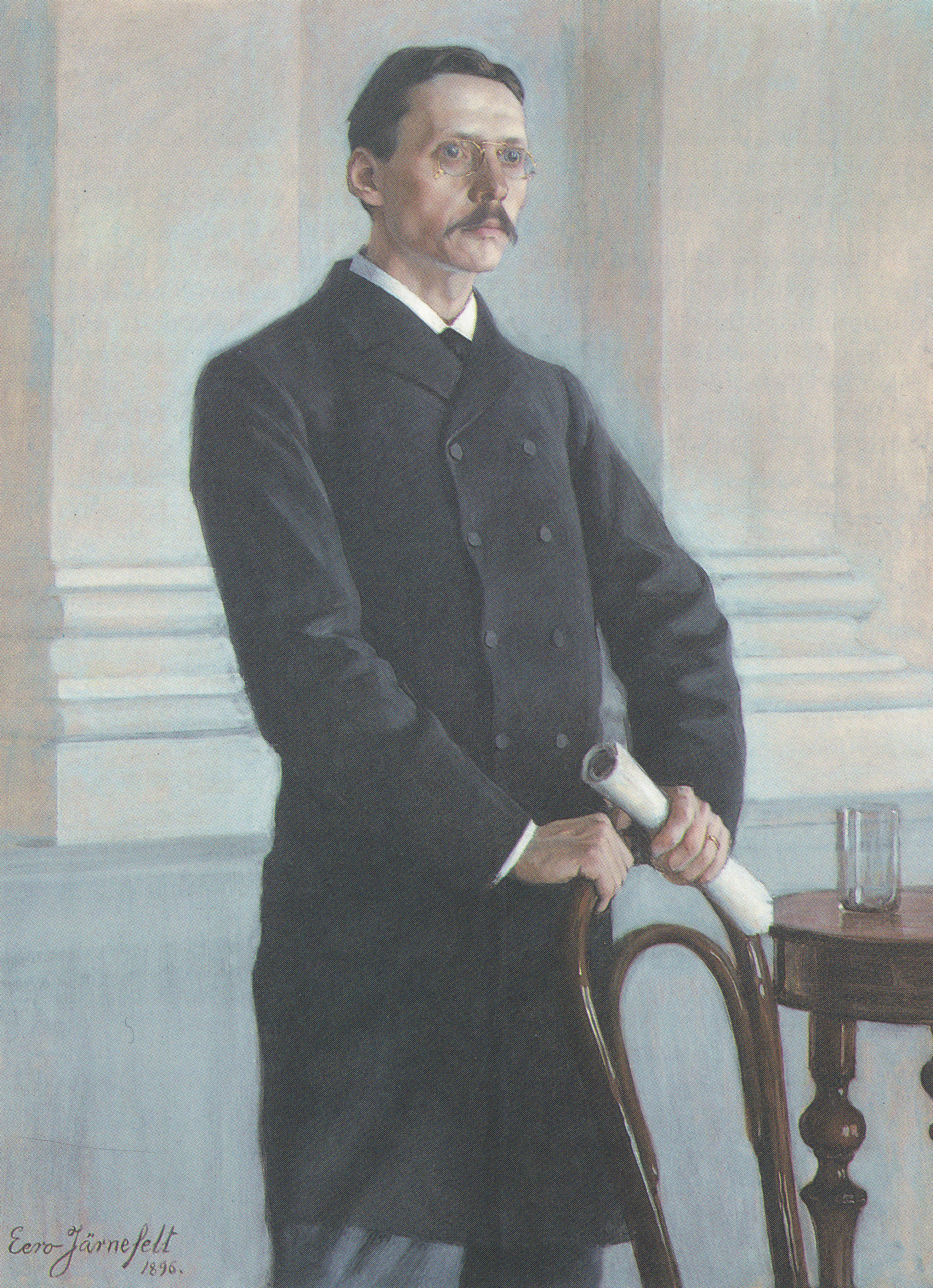
J. R. Danielson år 1896 av Eero Järnefelt.

Johan Richard (J.R.) Danielson-Kalmari, hette fram till 1906 Danielson, född 7 maj 1853 i Hauho, död 23 maj 1933 i Helsingfors, var en finländsk historiker och politiker.
Han är begravd på Sandudds begravningsplats i Helsingfors.

## Universitetet
J.R. Danielson-Kalmari blev docent i allmän historia vid Helsingfors universitet 1878, professor 1880 och fil.dr. 1881. Han innehade många förtroendeposter inom universitetsvärlden. Från 1903 till 1906 var han tillförordnad vice kansler och deltog livligt i studentlivet som kårordförande och avdelningsinspektor. Danielson-Kalmaris vetenskapliga produktion på det historiska området var av betydelse för uppkomsten av teorin om den "finska nationalstaten" såsom förutsättningen för Finlands lyckliga utveckling som självständig stat. Han var inspirerad av Karl Lamprecht. Danielson-Kalmari formulerade doktrinen att självständigheten var det allting överskuggande mål Finlands historia hela tiden strävat mot och att historikerns roll var att utforska denna väg, ett organiskt synsätt som sedermera kommit inom finländsk historiografi att kallas "nyckel-/kikhålet av den 6:e december".
Hans mest framstående elev var Gunnar Suolahti.
De finländska historiedagarna börjar årligen på Danielson-Kalmaris Suviniemi i Vääksy i Asikkala, som är öppet för allmänheten. I Lahtis finns ett monument över Danielson-Kalmari.

## Politiken
Danielson-Kalmari blev strax också intresserad av politiken. Från 1885 till 1906 var han medlem av lantdagen, där han tillhörde prästeståndet, för att 1907 övergå till enkammarlantdagen, som han tillhörde fram till 1914. Han invaldes i regel i grundlags- och statsutskotten och deltog i många viktiga kommissionsarbeten, bland annat i representationsreformkommittén mellan 1905 och 1906. 
Danielson-Kalmari var en av förgrundsgestalterna och ledarna i det gammalfinska partiet. I de konstitutionella konflikterna med Ryssland intog han ursprungligen en mot den tsaristiska reaktionen avvisande hållning, men uppträdde sedermera medlande mellan de olika positionerna i konflikten. I broschyren Mihin suuntaan? (1901, sv. övers. I vilken riktning?) sökte han göra gällande att ämbetsmännen saknade befogenheter att pröva lagligheten av föreskrifter som utfärdades från högsta ort. Därigenom hamnade Danielson-Kalmari bland de så kallade undfallenhetsmännen, som hade sin talesman i Yrjö Koskinen. 

## Utmärkelser
- Sankt Stanislausorden, tredje klass,  1894[4]
- Sankt Annas orden, tredje klass,  1898[4]
- Sankt Stanislausorden, andra klassen,  1900[4]
- Storkorset av Finlands Vita Ros’ orden,  1919[4]

[Redigera Wikidata]